# 枝川站 (韓國)
枝川站（：／ Jicheon yeok */?）是京釜線的一座鐵路車站，位於韓國庆尚北道漆谷郡枝川面龍山里，目前不提供客運服務。

## 历史
- 1921年1月1日，落成使用。
- 2004年7月1日，客运业务停止办理。

## 车站周边
- 琴湖江（朝鲜语：금호강）
- 新洞天主教会枝川会馆

## 相鄰車站
韓國鐵道公社
京釜線
新洞－枝川－西大邱